# Moupinia poecilotis
El timalí colirrufo (Moupinia poecilotis) es una especie de ave paseriforme de la familia Sylviidae endémica de China. Anteriormente se clasificada en la familia Timaliidae, pero se trasladó de familia cuando se demostró su proximidad genética con los miembros del género Sylvia.

## Distribución
Se encuentra en el interior de China, en los bosques de las montañas al este de la meseta tibetana.